# F 6 (sommergibile)
L'F 6 è stato un sommergibile della Regia Marina.

## Storia
Operativo nel giugno 1917, il sommergibile fu impiegato inizialmente, al comando del tenente di vascello Italo Martinelli, sotto il diretto controllo del Comando Militare Marittimo di La Spezia.
Nel settembre 1917 fu invece trasferito ad Ancona (anche se formalmente risultava alle dipendenze del Comando Sommergibili di Venezia).
Nel corso del primo conflitto mondiale effettuò in tutto 30 missioni offensive nell'Adriatico settentrionale, senza conseguire alcun risultato.
Dal novembre 1918 al maggio 1921 fu impiegato ancora in Alto Adriatico.
Nell'ottobre 1921 fu spostato a Taranto e fu quindi impiegato nell'addestramento, prendendo parte a numerose esercitazioni congiunte con unità di superficie e gare di attacco e lancio siluri.
Nel 1924 il comando del battello venne assunto dal tenente di vascello Emilio Ferreri che negli anni immadiatamente seguenti il secondo conflitto mondiale avrebbe ricoperto la carica di Capo di stato maggiore della Marina.
Nel 1927 trascorse un periodo ai lavori, restando inefficiente per tutto l'anno-
Radiato nel 1935, fu demolito.